# Institut für Spielforschung und Playing Arts
Das Institut für Spielforschung und Playing Arts (englisch Institute for Ludology and Playing Arts), auch Archiv Spielforschung und Playing Arts, ist Teil der Universität Mozarteum Salzburg. Es war bei seiner Gründung im Jahr 1990 die erste Forschungseinrichtung einer Universität, die sich ausschließlich mit Ludologie, der Lehre vom Spielen, beschäftigt. Gegründet wurde es von dem damaligen Rektor der Universität, Günther G. Bauer, unter dem Namen Institut für Spielforschung und Spielpädagogik der Hochschule Mozarteum in Salzburg. Erster Mitarbeiter war Rainer Buland, der 2007 als Nachfolger die Leitung übernahm. 
Die Spielforschung in Salzburg hat zwei Schwerpunkte:
- die europäische Kulturgeschichte des Spiels seit 1500.
- die Weiterentwicklung der Spielpädagogik hin zur kreativ-schöpferischen Spielbewegung Playing Arts.

Ungewöhnlich für ein Forschungsinstitut, konnten Bauer und Buland mit Hilfe von Sponsoren eine Sammlung zusammentragen, die 2016 in die Liste der österreichischen Großforschungs-Infrastruktur aufgenommen wurde. Dieses weltweit einmalige Archiv ist Teil der Universitätsbibliothek Mozarteum und steht damit der Forschung zur Verfügung.

## Sammlung
Die Sammlung umfasst folgende Bereiche:
- rund 450 antiquarische Bücher vor 1920: historische Spielbücher, Schachlehrwerke, Traktate und Dissertationen über das Spiel und frühe spielhistorische Werke. Das älteste Buch ist ein Orakelspielbuch aus dem Jahr 1541.
- etwa 60 Spielpläne aus dem 17. bis 19. Jahrhundert: Gänse- und Eulenspiele, „Glocke und Hammer“ und dergleichen. Ein Höhepunkt ist das Zauberflötenspiel, Leipzig 1793, das nach heutigem Kenntnisstand nur in diesem einen Exemplar erhalten ist.
- ungefähr 2.500 Graphiken (Kupferstiche, Radierungen, Holzstiche), auf denen zu sehen ist, wie Menschen spielen: Brett- und Kartenspielszenen, Ball- und Kugelspiele (wie Kegeln), Kinderspiele, aber auch viele Szenen, in denen Menschen ein Musikinstrument spielen. Die älteste Graphik ist ein Stich von Albrecht Dürer aus dem Jahr 1505.
- etwa 40 Brettspiele und Spielkarten: Das Institut kann aus Platzgründen keine Spielesammlung aufbauen. Lediglich einige thematisch besonders interessante Spiele wurden für die Sammlung angekauft. Besonders reizvoll ist der Vergleich der beiden Brettspiele über den Buren-Krieg, ein englisches und ein holländisches Spiel; beide sind fest von ihrem Sieg überzeugt.
- etwa 30 Zirkulare, Patente, Spielverbote und dergleichen aus dem 17. und 18. Jahrhundert, darunter eines von Kaiserin Maria Theresia persönlich unterschrieben.
- 4 Ölgemälde, von weniger bekannten Künstlern, die Schach- und Kartenspielszenen zeigen.
- etwa 20 Bücher von Playing-Arts-Kursen, die originale Spuren dieser Spielbewegung ungefähr zwischen 1995 und 2005 zeigen.

Diese Dokumente werden mit Katalogbeschreibungen in Deutsch und Englisch über das Repositoriums-Projekt im Internet zugänglich gemacht.

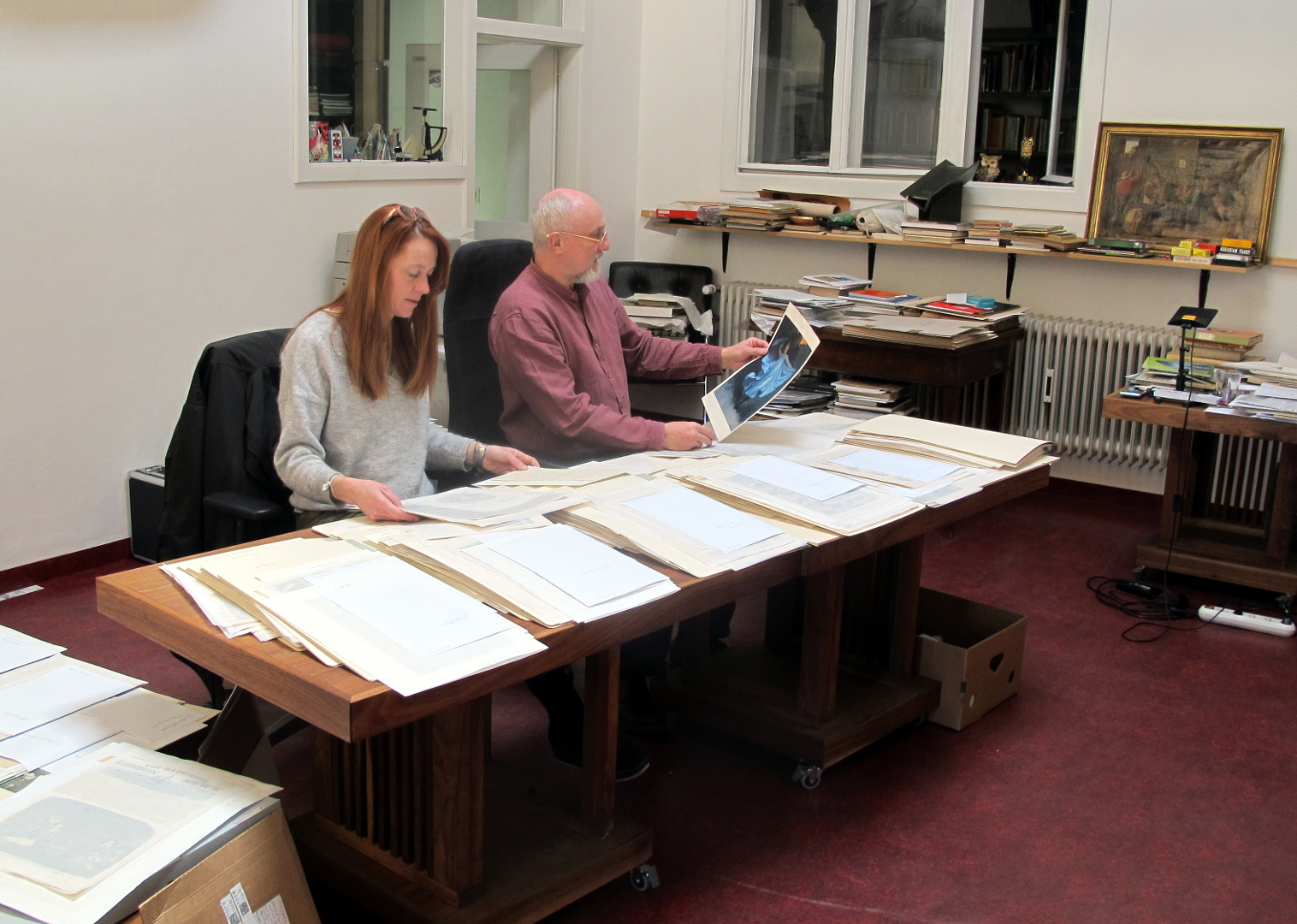
Rainer Buland im Archiv Spielforschung in Salzburg

Mit dem Material wurden 25 Ausstellungen organisiert und vier Kataloge herausgegeben. Außerdem gab es Ausstellungsbeteiligungen unter anderem in der Albertina in Wien, im Schloss Hof, im Hygiene-Museum Dresden, im Diözesanarchiv München und Freising sowie im Bibelmuseum Stuttgart. Bei mehreren Ausstellungen samt Katalog der Schach- und Kulturstiftung München kamen Beiträge von Seiten der Spielforschung in Salzburg.